# Jean-Baptiste Dubos
Jean-Baptiste Dubos  (Beauvais, 14 de diciembre de 1670 – París, 23 de marzo de 1742) fue un sacerdote, diplomático, historiador y filósofo francés. 
Estudió teología, recibiendo el título de diácono en 1724. Ocupó diversos cargos diplomáticos en Hamburgo, Londres, La Haya, Bruselas y Neuchâtel, participando en 1710 en las negociaciones del tratado de Utrecht. Realizó diversas investigaciones en el terreno de la Historia, sobre todo de la Edad Media, siendo miembro desde 1720 de la Académie Française.
Autor de un importante tratado sobre estética, Reflexiones críticas sobre la poesía y la pintura (Réflexions critiques sur la poésie et la peinture, 1719), donde abre el camino hacia la relatividad del gusto, razonando que la estética no viene dada por la razón, sino por los sentimientos. El arte conmueve, llega al espíritu de una forma más directa e inmediata que el conocimiento racional. Hace una democratización del gusto, oponiéndose a la reglamentación académica. Dubos introdujo la figura del “genio”, como atributo dado por la naturaleza, que está más allá de las reglas.